# Port lotniczy Chanty-Mansyjsk
Port lotniczy Niżniewartowsk IATA: HMA, ICAO: USHH – port lotniczy położony 5 km na północny wschód od centrum miasta Chanty-Mansyjsk, w autonomicznym Okręgu Chanty-Mansyjskim – Jurga, w Rosji.

## Kierunki lotów i linie lotnicze
| Linia lotnicza   | Kierunek |
| ---------------- | --- |
| Aerofłot         | 1. Moskwa-Szeremietiewo |
| Rossiya Airlines | 1. Moskwa-Szeremietiewo |
| S7 Airlines      | 1. Nowosybirsk |
| UTair Aviation   | 1. Biełojarsk 2. Beryozowo 3. Igrim 4. Krasnodar 5. Kurgan 6. Moskwa-Wnukowo 7. Niżniewartowsk 8. Nowosybirsk 9. Omsk 10. Sankt Petersburg 11. Surgut 12. Tiumeń 13. Ufa 14. Uraj 15. Jekaterynburg |
| UVT Aero         | 1. Kazań 2. Krasnojarsk |